# Corregimiento de Guaspaltepec
El corregimiento de Guaspaltepec existió como tal, alrededor de 110 años. Fue creado en 1631 tomando como base el territorio del señorío prehispánico del mismo nombre, se unió al de Cosamaloapan, alrededor de 1560, aumentando su territorio el cual abarcaba una amplia zona de la cuenca del río Papaloapan. La cabecera del corregimiento hasta cerca del año 1600 fue el pueblo de Guaspaltepec. Hacia 1640, al convertirse el corregimiento en Alcaldía mayor y ya no existir el pueblo cabecera el nombre empezó a caer en desuso, hasta prácticamente desaparecer y predominar la denominación de Alcaldía mayor de Cosamaloapan.

## Antecedente del corregimiento
El señorío de Guaspaltepec estaba bajo el dominio de los mexicas al momento de la conquista. El gobernante de este señorío fue uno de los que, por orden de Moctezuma recibieron a Hernán Cortés, a su llegada en 1519, en San Juan de Ulúa. Gonzalo de Sandoval es quien conquista esta zona y da en encomienda a diversos conquistadores los pueblos de la cuenca del Papaloapan, él se queda con el pueblo de Guaspaltepec. La encomienda fue el primer sistema de control administrativo y económico de los españoles en la región.

## Corregimiento
Véase Anexo:Corregidores de Guaspaltepec
La segunda Audiencia en 1531, pone bajo control de la Corona al pueblo de Guaspaltepec, y pone un corregimiento para su administración. Al mismo tiempo o un poco después se dividen los tributos en dos partes: una le toca a la Corona y la otra mitad a Jorge de Alvarado.

## Territorio del corregimiento
El territorio al momento de la erección del corregimiento fue el mismo del señorío. En 1600, al levantar la información para la congregación, el juez Francisco Pacheco y Carvajal proporciona de manera implícita el territorio aproximado que se reconocía como de Guaspaltepec. 
La unión de este corregimiento al de Cosamaloapan amplía el territorio. Este territorio se conservó, prácticamente igual hasta la desaparición en 1917 del sistema de cantones. 

## Pueblos sujetos
Los pueblos sujetos o bajo su jurisdicción fueron al inicio del corregimiento los mismos del señorío:
- Mixtan
- Tesechoacán
- Cuxuliapa
- Memeatepec

Al agregarse, los pueblos encomendados y el corregimiento de Cosamaloapan, los pueblos que caen bajo su jurisdicción son: Acula, Ixmatlahuacan, Amatlán, Cosamaloapan, Puctlacingo, Otatitlán, Tlacojalpan, y Chacaltianguis.

## Mercedes
Entre 1574 y 1617, el territorio del antiguo señorío, y en ese entonces corregimiento, se aparceló, por medio de mercedes, en sitios de estancia para ganado mayor y menor, y en menor medida, también en caballerías de tierra. 
Los beneficiados fueron conquistadores y familiares de conquistadores, funcionarios reales y algunos caciques indígenas.

## Cabecera de la jurisdicción
Al desaparecer el pueblo de Guaspaltepec y los sobrevivientes congregarse en Cacahuaxuchitlan, la cabecera de la jurisdicción, queda en la indefinición. Los primeros años del siglo XVII, los corregidores o sus tenientes residieron en Cosamaloapan. Existió un lapso de tiempo entre 1620 y 1640 que residieron en Amatlán, para finalmente establecerse en Cosamaloapan.

## Desaparición del corregimiento
El corregimiento de Guaspaltepec se convierte en Alcaldía mayor alrededor de 1640. El cambio al inicio creó confusión, en 1641, al capitán Pablo de Miranda se le menciona tanto como corregidor como alcalde mayor. 
La denominación de Guaspaltepec va cayendo en desuso. Al despoblarse la cabecera, y congregarse, en 1600, a los pocos habitantes que quedaban. El corregidor y posterior alcalde mayor radicaba en Cosamaloapan, lo que llevó a usarse esta denominación. 
El cambio de corregimiento a alcaldía mayor no implicó cambios en el territorio de su jurisdicción. En 1786, se cambió la denominación a Partido o Subdelegación. Posterior a la guerra de independencia, y la creación del estado de Veracruz. El partido de Cosamaloapan se llamó Cantón de Cosamaloapan, esta denominación perduró hasta 1917. Al desaparecer el cantón como ente político-administrativo intermedio entre el gobierno estatal y el municipal, desapareció un territorio definido, prácticamente, desde la época prehispánica. 
Municipios que comprendía el territorio del cantón de Cosamaloapan en 1917, y que básicamente era el mismo al del corregimiento de Guaspalatepec.
- Acula
- Santiago Ixmatlahuacan.
- Amatlán
- Cosamaloapan, que en 1917 incluía los municipios de Tres Valles y Carlos A. Carrillo.
- Chacaltianguis
- Tuxtilla.
- Tlacojalpan.
- Otatitlán.
- Tesechoacán, municipio que cambió su nombre y cabecera a José Azueta.
- Playa Vicente, que en 1917 incluía el municipio de Sochiapan.